# James Stanhope, I conte Stanhope
James Stanhope (Parigi, 1673 – Londra, 5 febbraio 1721) è stato un politico e militare britannico.

## Biografia
Era il figlio maggiore di Alexander Stanhope (1638-1707), e di sua moglie, Catherine (?-1718), figlia ed erede di Arnold Burghill. Studiò a Eton College e al Trinity College di Oxford.

## Carriera militare
Accompagnò suo padre in Spagna nel 1690. Poco dopo si recò a Italia in cui, come poi nelle Fiandre, ha servito come volontario contro la Francia.
Nel 1701 fu eletto alla Camera dei comuni con i Whig.
Dal 1708 fu a capo delle forze britanniche nella guerra di successione spagnola, conquistando Minorca, di cui fu governatore dal 1708 al 1711. Successivamente fu fatto prigioniero dagli spagnoli nella battaglia di Brihuega, e in quel periodo perse il seggio a Westminster. Liberato in seguito ad uno scambio di prigionieri di alto ragno, ritornò in patria nel 1712 e abbandonò la carriera militare dedicandosi a quella politica.

## Carriera politica
Fu Segretario di Stato per il Dipartimento del Sud dal 1714 al 1716 e Segretario di Stato per il Dipartimento del Nord dal 1716 al 1717 e dal 1718 al 1721. Dal 1717 al 1718 fu Primo lord del tesoro e Cancelliere dello Scacchiere.
Il 3 luglio 1717 è stato creato barone Stanhope di Elva e visconte Stanhope di Mahon e, il 14 aprile 1718, conte Stanhope.

## Matrimonio
Il 24 febbraio 1713 sposò Lucy Pitt (1692-1723), figlia più giovane di Thomas Pitt, governatore di Madras, e zia di William Pitt. Ebbero sette figli tra cui l'erede, Philip Stanhope, II conte di Stanhope. Anche se Stanhope trovò poco tempo per la vita domestica, fu un'unione felice.

## Morte
Il 4 febbraio 1721 si ammalò di una mal di testa violento. Dopo un apparente recupero, il giorno dopo morì. Il re è rimasto scioccato e sconvolto dell'improvvisa "perdita di un così abile e fedele ministro, il cui servizio a Sua Maestà aveva così bisogno in questo momento critico". Fu celebrato un funerale militare a Londra, il 17 febbraio a Southwark, e fu in seguito sepolto a Chevening.